# Medalla y Placa al Mérito de la Marina Mercante
La Medalla y Placa al Mérito de la Marina Mercante son las dos modalidades que integran una condecoración civil española relacionada con este sector de la actividad marítima. La Medalla al Mérito de la Marina Mercante tiene como objeto premiar a las personas físicas, españolas o extranjeras, que se hayan destacado de forma relevante por sus actuaciones en el ámbito de la actividad marítima. La Placa al Mérito de la Marina Mercante se destina a recompensar las actividades desarrolladas por organismos, instituciones, entidades y empresas, de carácter público o privado, nacionales o extranjeras, que se hayan destacado por la realización continuada de actuaciones de especial significación o contribución al desarrollo y mejora de este sector. Esta condecoración se encuentra regulada por el Real Decreto 283/2002, de 22 de marzo, por el que se crean la Medalla y la Placa al Mérito de la Marina Mercante, norma completada por la Orden del Ministerio de Fomento 1460/2002, de 6 de junio.

## Descripción
La Medalla al Mérito de la Marina Mercante tiene forma circular, una longitud de 40 milímetros de diámetro, tres milímetros de ancho y está realizada en plata.En su anverso figurará grabada la silueta del mapa de España, rodeada por la leyenda «AL MÉRITO DE LA MARINA MERCANTE» escrita en mayúsculas. En su reverso irá grabado el escudo de España. La Medalla se sujeta, con una anilla, que la une a una cinta de seda de 46 milímetros de longitud a la vista y de 36 milímetros de anchura, la cinta dividida en tres franjas verticales de 12 milímetros cada una. La central de color blanco y las dos laterales, naranjas. La cinta se sujetará con un pasador de plata.
La Placa al Mérito de la Marina Mercante es de forma rectangular, tiene unas dimensiones de 20 por 15 centímetros de lado, está realizada en bronce marino, va situada sobre un rectángulo fabricado en madera noble que sobresale tres centímetros a cada
lado. En el ángulo superior izquierdo del anverso figura grabado el escudo de España, y en el ángulo superior derecho el mapa de España. En el centro de ambos, puede leerse la expresión REINO DE ESPAÑA, escrita en mayúsculas, y bajo todo este conjunto se encuentra la leyenda «AL MÉRITO DE LA MARINA MERCANTE'», también en mayúsculas.Debajo de la citada leyenda aparecerá el nombre del organismo, institución, entidad o empresa objeto de la distinción y la fecha de concesión.En la parte inferior derecha se incorporará la firma y rúbrica del Ministro de Fomento.

## Desposesión de distinciones
El agraciado con cualesquiera de las categorías que haya sido sentenciado por la comisión de un delito doloso o pública y notoriamente haya incurrido en actos contrario a las razones determinantes de la concesión de la distinción podrá, en virtud de expediente iniciado de oficio o por denuncia motivada, y con intervención del Fiscal de la Real Orden, ser desposeído del título correspondiente a la distinción concedida, decisión que corresponde a quien la otorgó.